# Tenedos (eiland)
Tenedos (Grieks: Τένεδος, Turks: Bozcaada, Bozca Ada of Bozca) is een Turks eiland in de Egeïsche Zee, gelegen op een afstand van 5 km voor de kust van Turkije, tegenover de mythische stad Troje. Het is ± 10 km lang, ± 5 km breed en heeft een oppervlakte van 41 km². Het hoogste punt ligt ± 190 m boven de zeespiegel. De 2500 bewoners van het eiland leven vooral van de visvangst en het toerisme. Ook wordt er op kleine schaal aan wijnbouw gedaan.

## Geschiedenis

### Oudheid
Aan het begin van de historische periode vestigden zich Aeolische Grieken uit het eiland Lesbos op Tenedos, dat al in Homerus' Ilias enkele keren wordt genoemd. Volgens de legende is de naam Tenedos afgeleid van de Trojaanse held Tenes die tijdens de Trojaanse Oorlog heerste over het eiland en er gedood werd door Achilles. Het eiland speelde door zijn ligging een strategische rol in de Trojaanse Oorlog en was ook in latere tijden niet zonder strategisch belang. In zijn Aeneis laat Vergilius zijn held Aeneas vertellen dat het Griekse leger zich in een verlaten baai van Tenedos ging verschuilen in afwachting dat het Paard van Troje in de stad werd binnengehaald. Een vuurpijl zou dan later het signaal geven om terug tevoorschijn te komen. Als we Vergilius mogen geloven was Tenedos "door zijn roem vermaard, en welvarend ook, zolang het rijk van Priamus bestond, nu niet méér dan een baai, en een verdachte ankerplaats voor boten ..." (Aeneis II, 21-24).
Nadat Tenedos deelgenomen had aan de Ionische Opstand kwam het onder Perzisch gezag. Daarvan bevrijd in 479 v.Chr. was het achtereenvolgens lid van de Eerste en Tweede Delisch-Attische Zeebond.

## Grieks-Turkse verhouding
Sedert de 14e eeuw was er een evenwicht tussen het aantal Grieken en Turken op het eiland, maar na de Balkanoorlogen in 1913 werd Tenedos een deel van het Ottomaanse Rijk, terwijl de meeste andere Egeïsche eilanden nu deel uitmaakten van Griekenland. In 1920 echter werd in het Verdrag van Sèvres bepaald dat het verslagen Ottomaanse Rijk het eiland aan Griekenland zou terugschenken. Na de Grieks-Turkse Oorlog (Vrede van Lausanne (1923)) werd Tenedos weer Turks grondgebied, maar de Grieken die er woonden kregen een speciaal autonoom statuut dat hen uitsloot van de Grieks-Turkse bevolkingsuitwisselingen. Na 1960 (crisis om Cyprus) verslechterde de relatie tussen Grieken en Turken dramatisch. De meeste Grieken werden onteigend en moesten Tenedos verlaten, in strijd met alle verdragen. Nu leven er maar enige tientallen Grieken op Tenedos, en is het eiland vrijwel volledig Turks geworden. De Griekse erfenis is alleen voor ingewijden zichtbaar (de kerk, het kerkhof, de heilige bron van Paraskevi en de vele ruïnes). In 2015 heropende de Griekse school op het eiland, nadat enkele Griekse gezinnen waren teruggekeerd.